# Shoot Out de Snooker de 2021
O Snooker Shoot Out de 2021, conhecido oficialmente como BetVictor Snooker Shoot Out de 2021 por questões de patrocínio, foi um torneio profissional do ranking mundial de snooker da temporada de 2020–21. O evento aconteceu de 4 a 7 de fevereiro de 2021 na Marshall Arena em Milton Keynes, na Inglaterra. Foi o nono evento do ranking da temporada de 2020–21 do snooker e a 11ª edição do Shoot Out desde que foi restabelecido em 2011, e a quinta desde que conquistou o status de torneio do ranking. Foi o quarto de seis eventos patrocinados pela BetVictor e parte da "BetVictor European Series" de 2020–21.
Michael Holt foi o defensor do título, tendo derrotado Zhou Yuelong por 1–0 (64–1) na final de 2020. Em 2021, Holt foi derrotado por Matthew Stevens na segunda rodada. Ryan Day venceu o torneio, derrotando Mark Selby por 1–0 (67–24) na final. A conquista foi seu terceiro título de ranking na carreira.

## Regulamento
O torneio tem formato e regras únicas, onde todas as partidas são disputadas em um frame único e o tempo é cronometrado, cada partida tem duração máxima de 10 minutos. Um cronômetro marca o tempo entre as tacadas. Para os primeiros cinco minutos de jogo, os jogadores tem 15 segundos por tacada, mas para os cinco finais, o tempo é reduzido para 10 segundos.

## Premiação
A premiação total do evento foi de 171 mil libras esterlinas, sendo 50 mil libras esterlinas o valor do cheque atribuído ao vencedor. O prêmio de 250 libras ofertado aos perdedores da primeira rodada não contaram para o ranking mundial. A distribuição dos prêmios para esta edição foi a seguinte:
| Posição                               | Prêmio                        |
| ------------------------------------- | ----------------------------- |
| Campeão                               | 50 000 libras esterlinas00    |
| Vice-campeão                          | 20 000 libras esterlinas00    |
| 3–4 (perdedores das semifinais)       | 8 000 libras esterlinas00     |
| 5–8 (perdedores das quartas de final) | 4 000 libras esterlinas00     |
| 9–16 (perdedores da rodada 4)         | 2 000 libras esterlinas00     |
| 17–32 (perdedores da rodada 3)        | 1 000 libras esterlinas00     |
| 33–64 (perdedores da rodada 2)        | 500 libras esterlinas00       |
| 65–128 (perdedores da rodada 1)       | 250 libras esterlinas00       |
| Maior break                           | 5 000 libras esterlinas00     |
| Total                                 | 00171 000 libras esterlinas00 |

## Jogos
A seguir temos os resultados de todas as partidas do evento:

### Rodada 1
| Jamie Jones      | 1–95  | Michael Holt (ENG)         |
| Steven Hallworth | 34–42 | Declan Lavery (NIR)        |
| David Grace      | 34–10 | Hayden Staniland (ENG)     |
| Ken Doherty      | 60–15 | Jamie Curtis-Barrett (ENG) |
| Oliver Lines     | 1–79  | Robbie Williams (ENG)      |
| Allan Taylor     | 51–1  | Jackson Page (WAL)         |
| Rebecca Kenna    | 15–36 | Simon Lichtenberg (GER)    |
| Zhou Yuelong     | 36–35 | Ian Burns (ENG)            |

| Matthew Stevens | 55–53 | Fergal Quinn (NIR)    |
| Sam Craigie     | 53–48 | Phil O'Kane (ENG)     |
| Lee Walker      | 18–33 | Ashley Carty (ENG)    |
| Brian Ochoiski  | 0–72  | Eden Sharav (ISR)     |
| Dean Young      | 26–32 | Riley Parsons (ENG)   |
| Aaron Hill      | 1–69  | Andy Hicks (ENG)      |
| Liang Wenbo     | 79–32 | Ben Fortey (ENG)      |
| Mark Allen      | 142–0 | Jimmy Robertson (ENG) |

Quinta-feira, 4 de fevereiro de 2021 – 19:00
| Paul Davies      | 37–58 | Mark Williams (WAL)  |
| Martin O'Donnell | 41–34 | Ben Woollaston (ENG) |
| Anthony Hamilton | 0–82  | Robert Milkins (ENG) |
| Andrew Higginson | 0–86  | Mark Joyce (ENG)     |
| Luca Brecel      | 10–65 | Shaun Murphy (ENG)   |
| Joe O'Connor     | 27–49 | Leo Fernandez (IRL)  |
| Fraser Patrick   | 16–62 | Gerard Greene (NIR)  |
| Michael White    | 30–16 | Mark King (ENG)      |

| Billy Joe Castle  | 31–41 | Mark Selby (ENG)      |
| Farakh Ajaib      | 39–52 | Hossein Vafaei (IRN)  |
| Duane Jones       | 68–18 | Sean Maddocks (ENG)   |
| David Gilbert     | 27–24 | Lei Peifan (CHN)      |
| Stuart Carrington | 0–43  | Connor Benzey (ENG)   |
| David Lilley      | 43–64 | Lyu Haotian (CHN)     |
| Ian Martin        | 59–16 | Robbie McGuigan (NIR) |
| Rory McLeod       | 54–1  | Stuart Bingham (ENG)  |

Sexta-feira, 5 de fevereiro de 2021 – 13:00
| Adrian Rosa    | 1–41  | Jimmy White (ENG)      |
| Alex Clenshaw  | 19–32 | Noppon Saengkham (THA) |
| Iulian Boiko   | 1–96  | Jordan Brown (NIR)     |
| Joshua Thomond | 36–41 | Barry Pinches (ENG)    |
| Ricky Walden   | 33–72 | Xiao Guodong (CHN)     |
| Alan McManus   | 21–4  | Fan Zhengyi (CHN)      |
| Craig Steadman | 51–1  | Tom Ford (ENG)         |
| Jack Lisowski  | 14–30 | Peter Devlin (ENG)     |

| Hamim Hussain      | 9–7   | Peter Lines (ENG)      |
| Saqib Nasir        | 56–1  | James Cahill (ENG)     |
| Thepchaiya Un-Nooh | 96–22 | Brandon Sargeant (ENG) |
| Nigel Bond         | 31–30 | Soheil Vahedi (IRN)    |
| Tian Pengfei       | 12–27 | Mitchell Mann (ENG)    |
| Joe Perry          | 43–18 | Paul Davison (ENG)     |
| Luke Pinches       | 23–43 | Dylan Emery (WAL)      |
| Gary Wilson        | 15–45 | Barry Hawkins (ENG)    |

Sexta-feira, 5 de fevereiro de 2021 – 19:00
| John Higgins   | 16–6  | Scott Donaldson (SCO)       |
| Jak Jones      | 11–42 | Ben Hancorn (ENG)           |
| Sean Harvey    | 54–19 | Jamie Clarke (WAL)          |
| Ryan Day       | 78–0  | Matthew Selt (ENG)          |
| Liam Highfield | 57–52 | Rod Lawler (ENG)            |
| Ben Mertens    | 44–10 | Zak Surety (ENG)            |
| Luo Honghao    | 13–63 | Alexander Ursenbacher (SUI) |
| Elliot Slessor | 62–14 | Daniel Wells (WAL)          |

| Daniel Womersley | 1–40  | Louis Heathcote (ENG) |
| Jamie O'Neill    | 14–52 | Kuldesh Johal (ENG)   |
| Haydon Pinhey    | 34–25 | Mark Davis (ENG)      |
| Sunny Akani      | 35–18 | Dominic Dale (WAL)    |
| Martin Gould     | 35–1  | Simon Blackwell (ENG) |
| Jamie Wilson     | 91–8  | Lukas Kleckers (GER)  |
| Chris Wakelin    | 41–22 | Oliver Brown (ENG)    |
| John Astley      | 63–5  | Reanne Evans (ENG)    |

### Rodada 2
Sábado, 6 de fevereiro de 2021 – 13:00
| John Higgins     | 0–70  | Thepchaiya Un-Nooh |
| Robert Milkins   | 37–0  | Ben Mertens        |
| Xiao Guodong     | 22–6  | Robbie Williams    |
| Noppon Saengkham | 46–16 | Nigel Bond         |
| Jimmy White      | 12–55 | Gerard Greene      |
| Leo Fernandez    | 32–34 | Declan Lavery      |
| Martin O'Donnell | 20–6  | Simon Lichtenberg  |
| Andy Hicks       | 11–27 | Ian Martin         |

| Hossein Vafaei  | 16–41 | Mark Williams         |
| Eden Sharav     | 0–81  | Liang Wenbo           |
| Duane Jones     | 28–50 | Hamim Hussain         |
| Mark Joyce      | 20–44 | Alexander Ursenbacher |
| Mitchell Mann   | 15–18 | Ken Doherty           |
| Michael White   | 35–34 | Rory McLeod           |
| Louis Heathcote | 27–17 | Sean Harvey           |
| Matthew Stevens | 52–21 | Michael Holt          |

Sábado, 6 de fevereiro de 2021 – 19:00
| Mark Allen     | 82–15 | Dylan Emery    |
| Alan McManus   | 23–58 | Martin Gould   |
| Jamie Wilson   | 38–53 | Craig Steadman |
| Chris Wakelin  | 34–85 | Joe Perry      |
| David Gilbert  | 25–11 | Peter Devlin   |
| Lyu Haotian    | 23–6  | Jordan Brown   |
| Elliot Slessor | 22–11 | Sam Craigie    |
| Saqib Nasir    | 15–31 | Ben Hancorn    |

| Barry Pinches  | 2–16  | Mark Selby    |
| Ryan Day       | 33–6  | Ashley Carty  |
| Haydon Pinhey  | 65–24 | Riley Parsons |
| David Grace    | 46–15 | Kuldesh Johal |
| Zhou Yuelong   | 55–31 | Barry Hawkins |
| Sunny Akani    | 48–46 | John Astley   |
| Liam Highfield | 71–24 | Connor Benzey |
| Shaun Murphy   | 9–38  | Allan Taylor  |

### Rodada 3
Domingo, 7 de fevereiro de 2021 – 13:00
| Matthew Stevens  | 10–74 | Robert Milkins     |
| Noppon Saengkham | 37–27 | Ken Doherty        |
| Michael White    | 9–82  | Louis Heathcote    |
| Haydon Pinhey    | 33–37 | Lyu Haotian        |
| Hamim Hussain    | 0–96  | Thepchaiya Un-Nooh |
| Joe Perry        | 16–43 | Gerard Greene      |
| Ian Martin       | 18–15 | Sunny Akani        |
| Ryan Day         | 75–0  | Ben Hancorn        |

| Xiao Guodong     | 28–29 | Mark Williams         |
| Declan Lavery    | 48–26 | Elliot Slessor        |
| Martin O'Donnell | 28–11 | Alexander Ursenbacher |
| Zhou Yuelong     | 66–12 | Martin Gould          |
| Liang Wenbo      | 7–107 | David Gilbert         |
| Allan Taylor     | 15–46 | Craig Steadman        |
| Liam Highfield   | 17–58 | Mark Selby            |
| David Grace      | 23–37 | Mark Allen            |

### Rodada 4
Domingo, 7 de fevereiro de 2021 – 19:00
| Mark Williams    | 35–11 | Thepchaiya Un-Nooh |
| Mark Selby       | 55–9  | Declan Lavery      |
| Martin O'Donnell | 26–12 | Ian Martin         |
| Noppon Saengkham | 8–72  | Craig Steadman     |

| Robert Milkins | 76–16 | Lyu Haotian     |
| Gerard Greene  | 2–65  | Louis Heathcote |
| Zhou Yuelong   | 37–40 | Ryan Day        |
| Mark Allen     | 1–85  | David Gilbert   |

### Quartas de final
Domingo, 7 de fevereiro de 2021 – 21:00
| Ryan Day         | 49–6  | David Gilbert  |
| Robert Milkins   | 21–27 | Mark Selby     |
| Louis Heathcote  | 37–47 | Craig Steadman |
| Martin O'Donnell | 13–86 | Mark Williams  |

### Semifinais
Domingo, 7 de fevereiro de 2021 – 22:15
| Mark Williams | 18–31 | Ryan Day       |
| Mark Selby    | 43–15 | Craig Steadman |

### Final
Domingo, 7 de fevereiro de 2021 – 22:45
| Ryan Day | 67–24 | Mark Selby |

## Century breaks
Total ― 1:
- 142[a] Mark Allen

1. ↑  O break de Mark Allen foi o maior entrada da história do evento.[14]

## Transmissão
Os jogos do BetVictor Shoot Out de 2020 foram transmitidos pela Eurosport na Europa (inclusive Reino Unido); Liaoning TV, Youku, Zhibo.tv e Migu na China; Now TV em Hong Kong; True Sport na Tailândia; Sport Cast no Taiwan; Sky Sports na Nova Zelândia; DAZN no Canadá; e Astrosport na Malásia. Nos demais países do mundo sem emissoras oficiais, o evento foi transmitido via streaming pela Matchroom.Live.